# Demchugdongrub

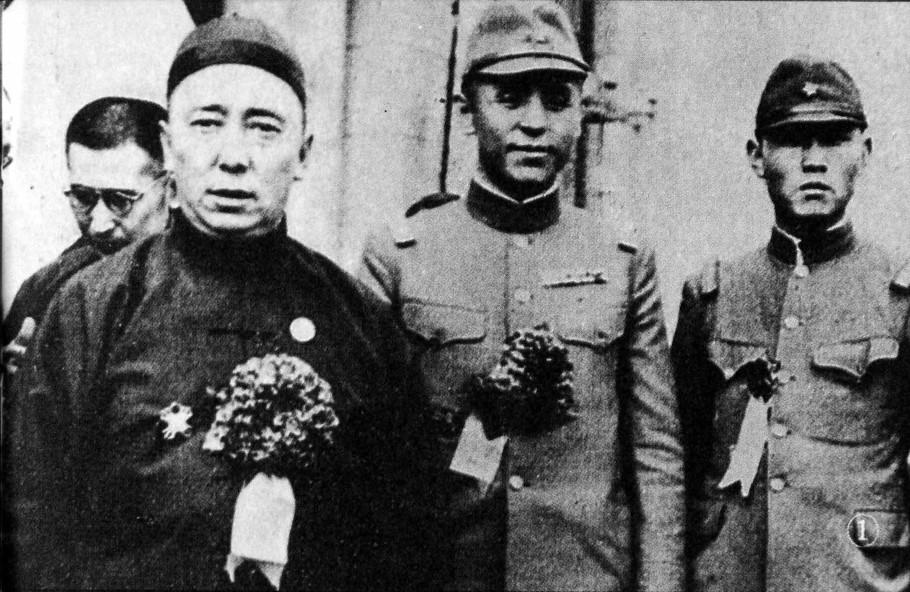
Demchugdongrub (en el extremo izquierdo).

Demchugdongrub (en mongol: ᠳᠡᠮᠴᠣᠭᠳᠣᠨᠷᠤᠪ, Demçigdonrob, Дэмчигдонров, romanizado: Demchigdonrov; 8 de febrero de 1902 - 3 de mayo de 1966) fue un aristócrata mongol que lideró un movimiento independentista de Mongolia Interior entre 1933 y 1945, sirviendo como jefe del gobierno de Mengjiang, un estado títere bajo control de Japón en la II Guerra Mundial.
En la actualidad, la figura de Demchugdongrub es vista como un nacionalista mongol que promueve el panmongolismo por una parte, y como un traidor y el peón de los japoneses durante la Segunda Guerra Mundial, por otra.

## Inicios
Demchugdongrub nació en la provincia china de Chahar (Mongolia Interior), en una familia de jefes tribales mongoles, y en 1908 heredó los títulos de su padre a la muerte de éste. Demchugdongrub se relacionó desde muy joven con los funcionarios chinos de la Dinastía Qing y aprendió la lengua china y la manchú. Demchugdongrub conservó su posición incluso cuando en 1912 se proclamó la República de China.
Demchugdongrub entró en el Comité Gubernativo de la provincia de Chahar en 1929 y en 1931 ocupó el puesto de líder de su alianza de clanes. No fue hasta 1933 cuando Demchugdongrub, en unión con los príncipes mongoles de Chahar y Suiyuan, intervino en política para crear un movimiento de autogobierno en Mongolia Interior, comunicando inclusive al gobierno chino en Nankín que los príncipes mongoles, como jefes de sus clanes tribales, administrarían Mongolia Interior de manera autónoma para cautelar los intereses de su pueblo frente a China, inclusive advirtiendo que en caso de ser rechazada su petición solicitarían ayuda a Japón.

## Líder de los mongoles y colaboración con Japón
En 1935 Demchugdongrub lanzó abiertamente su propuesta de fundar un gobierno mongol autónomo respecto a China, logrando en abril el apoyo de Jirō Minami y Seishiro Itagaki, altos jefes del Ejército de Kwantung establecido en la vecina Manchuria. La formación de esta autoridad autónoma mongola pareció favorable a los líderes militares nipones en tanto semejante evento debilitaría aún más a China y fortalecería la posición de Japón en la zona (sobre todo tras la creación de Manchukuo en 1932). La colaboración inicial entre Demchugdongrub y los japoneses no fue fructífera pues Demchugdongrub rechazó al principio numerosas demandas de Japón. Pese a esto, en ese mismo año de 1935 Puyi, el nuevo emperador de Manchukuo, celebró una alianza ceremonial con Mengjiang, dando luego a Demchugdongrub un título nobiliario.
En 1935 los japoneses colaboraron militarmente con Demchugdongrub para expulsar a las tropas chinas que aún quedaban en la provincia de Chahar, la más septentrional de Mongolia Interior, enviando algunos tanques y aviones. En una campaña entre diciembre de 1935 y febrero de 1936, las tropas japonesas y mongolas tomaron el control de la provincia y en mayo de ese mismo año los líderes mongoles fundaron un gobierno autónomo con asistencia japonesa, incluyendo la creación de un pequeño ejército propio dotado de asesores japoneses. Demchugdongrub fue instalado como gobernante del nuevo Estado, expandiendo éste a la provincia de Suiyuan, y controlando en la práctica toda Mongolia Interior desde mediados de 1937, tras expulsar a las tropas chinas, pobremente armadas en comparación a los mongoles que contaban con el decisivo apoyo japonés.
En febrero de 1937 Demchugdongrub proclamó la independencia de Mongolia Interior bajo el nombre de Mengjiang , creando un Estado prácticamente sometido al control de las autoridades militares japonesas y que dependía del Ejército de Kwantung para su seguridad. No obstante, la población predominante en Mengjiang era china mientras que los clanes mongoles apenas representaban el 20% de la población. Asimismo, al ser un territorio menos rico que Manchukuo, el control japonés privilegiaba en Mengjiang la seguridad militar de la frontera mantenida con Mongolia y la Unión Soviética antes que una explotación económica masiva. En 1941 los japoneses colocaron a Demchugdongrub como jefe de una "Federación Autónoma Mongola" para reforzar su control sobre los clanes y evitar la apariencia de Demchugdongrub como un monarca en solitario.

## Posguerra
Demchugdongrub huyó de Mengjiang cuando en agosto de 1945 el Ejército Rojo invadió Manchuria, aplastando la resistencia de los japoneses y conquistando rápidamente el territorio de Mengjiang. Demchugdongrub vivió exiliado en Pekín bajo custodia del Kuomintang y en agosto de 1949, ante la cercanía de las tropas comunistas de Mao, huyó nuevamente a Mongolia Interior para tratar de establecer un nuevo gobierno autónomo cerca de la frontera con la República Popular de Mongolia, pero fracasó. 
En diciembre de 1949 Demchugdongrub fue cercado por las tropas chinas de Mao y debió escapar a la República de Mongolia, siendo inicialmente bien recibido en Ulán Bator. No obstante, bajo presión soviética fue entregado por Mongolia a la República Popular China en febrero de 1950. El gobierno chino acusó a Demchugdongrub de colaboración con los japoneses y lo condenó a prisión, permaneciendo encarcelado hasta 1964. Posteriormente, desposeído de todo título aristocrático entre los clanes mongoles, Demchugdongrub trabajó en un museo de la ciudad de Hohhot hasta su muerte dos años después.